# Kenneth Lay

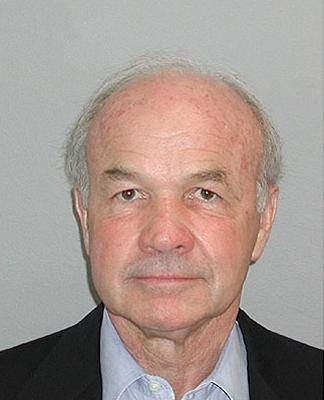
Kenneth Lay (2004)

Kenneth Lee Lay (* 15. April 1942 in Tyrone (Missouri); † 5. Juli 2006 in Aspen (Colorado)) war ein US-amerikanischer Geschäftsmann und Krimineller, der als ehemaliger CEO des Energiekonzerns Enron in einem der größten Bilanzfälschungsskandale eine Schlüsselrolle spielte. 2001 galt Lay noch als Musterbeispiel eines nicht nur innovativen, sondern „revolutionären“ Unternehmers. 2009 wurde er von Portfolio.com in die Liste der schlechtesten amerikanischen Geschäftsführer aufgenommen.

## Leben
Lay studierte Wirtschaftswissenschaften an der University of Missouri, schloss mit einem Master ab und promovierte 1970 an der University of Houston.
1965–1968 arbeitete er als Wirtschaftswissenschaftler für Exxon, dann trat er der US Navy bis 1971 bei. 1970–1973 lehrte er an der George Washington University. 1971–1972 war er Mitglied der Federal Power Commission und 1972–1974 Staatssekretär im US-Innenministerium, zuständig für Energiepolitik.
Zwischen 1974 und 1981 fungierte er als Chef verschiedener Erdgasfirmen, darunter Florida Gas Co. und ihren Nachfolgern Continental Resources Co., Transco Energy und Houston Natural Gas. Mit dem Zusammenschluss von Houston Natural Gas und InterNorth wurde Lay CEO der dabei entstehenden Firma Enron.
Die Funktion des CEO und Chairman hatte Lay von 1986 bis zu seinem Rücktritt am 23. Januar 2002 inne (mit Ausnahme der Monate Februar bis August 2001, in denen Jeffrey Skilling den Posten des CEO besetzte), wenig später brach Enron zusammen.
Die Namen von Lay und Skilling wurden im weiteren Verlauf zu Synonymen für Begriffe wie Bilanzbetrug oder Anlegertäuschung.
Lay wurde zusammen mit Jeffrey Skilling am 25. Mai 2006 des Betrugs und der Verschwörung im Rahmen des Bankrotts von Enron schuldig gesprochen und hätte mit einer langen Haftstrafe rechnen müssen: Die Maximalstrafe für seine Vergehen liegt bei 45 Jahren. Er starb aber an einem Herzanfall vor der Entscheidung des Gerichts über das Strafmaß, die für den 23. Oktober 2006 vorgesehen war.
Lay hatte mit seiner Ehefrau Linda zwei Kinder sowie drei Stiefkinder.

## Nachweise
1. ↑  Gary Hamel: Das revolutionäre Unternehmen. Wer Regeln bricht: gewinnt. München 2001 (Econ). Auch in der Zeitschrift Business 2.0, Ausg. Sept. 2001. Nach: Tom Frank, in Le Monde diplomatique, Beilage zur taz vom 15. Februar 2002
2. ↑  "Portfolio's Worst American CEOs of All Time." CNBC.com April 30, 2009.
3. ↑  Kenneth Lay Biography - Biography.com. 15. Juli 2010, abgerufen am 15. Februar 2024.

| Personendaten    | Personendaten                                                  |
| ---------------- | -------------------------------------------------------------- |
| NAME             | Lay, Kenneth                                                   |
| ALTERNATIVNAMEN  | Lay, Kenneth Lee                                               |
| KURZBESCHREIBUNG | US-amerikanischer Geschäftsmann, CEO des Energiekonzerns Enron |
| GEBURTSDATUM     | 15. April 1942                                                 |
| GEBURTSORT       | Tyrone (Missouri)                                              |
| STERBEDATUM      | 5. Juli 2006                                                   |
| STERBEORT        | Aspen (Colorado)                                               |